# Macrolepiota mastoidea
Macrolepiota mastoidea (Fr.) Singer, Lilloa 22: 417 (1951) [1949]
Macrolepiota mastoidea è una "mazza di tamburo" abbastanza simile al Macrolepiota procera, anche se si differenzia da quest'ultima per le dimensioni mediamente più ridotte e per via dell'umbone aguzzo sul cappello che gli conferisce la forma di una "mammella" (vedi fotografie).

È molto ricercata per il suo sapore buono di nocciole e non richiede una cottura prolungata, a differenza della M. procera che è tossica da cruda.

## Descrizione della specie
Cappello
8-12 cm di diametro, subgloboso, piano-convesso, con umbone acuto, margine involuto; cuticola bianca od ocra-crema, dissociata in finissime squamette, più addensate verso il centro.
Lamelle

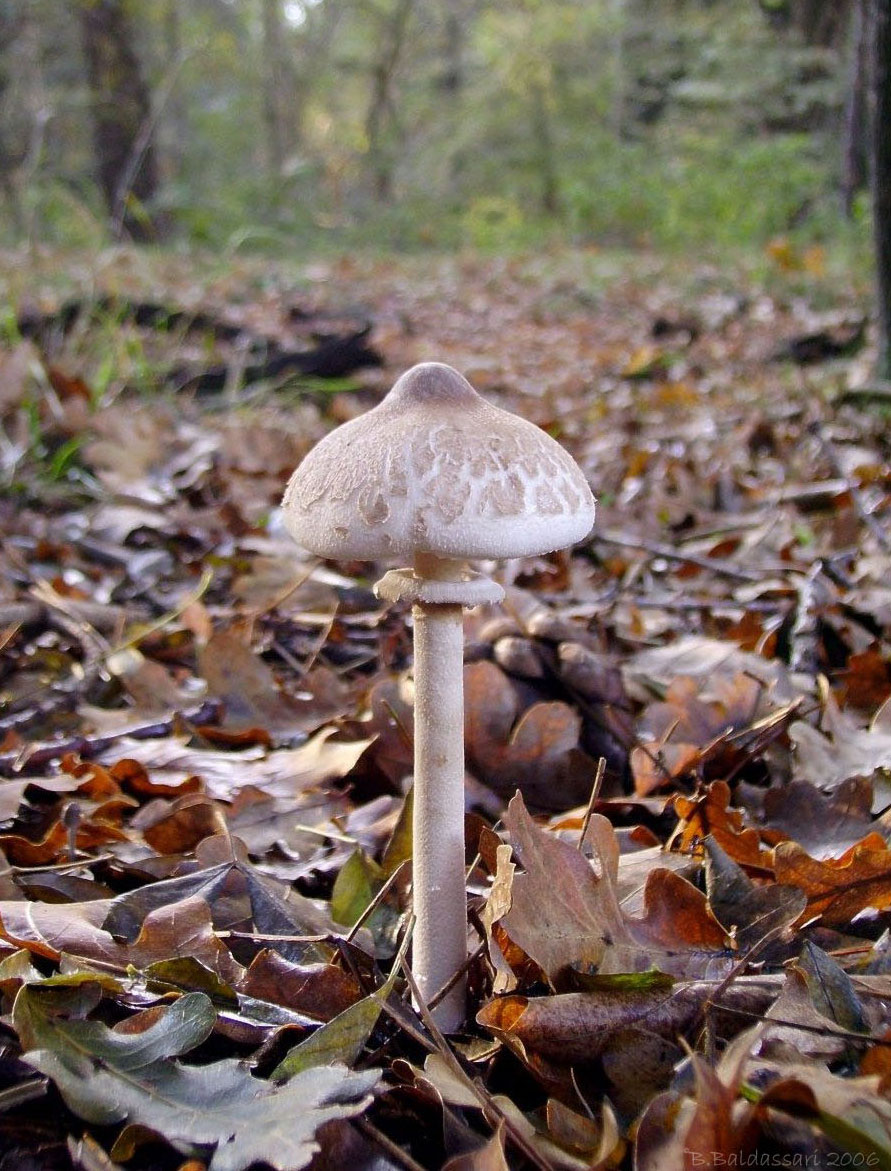
M. mastoidea

Fitte, alte, distanti dal gambo; bianche e poi crema-roseo.
Gambo
Cilindrico, attenuato in alto, leggermente rigonfio alla base, rivestito di squamette granulose di color giallo-bruno, facilmente staccabile dal cappello.
Carne
Biancastra o bianca, immutabile.
- Odore: tenue.
- Sapore: leggermente acidulo, intenso di nocciole, ricorda quello della Macrolepiota procera.

Spore
Bianche in massa, ellittiche, binucleate.

## Habitat
Cresce in autunno, a gruppi nei boschi misti.

## Commestibilità
Ottima. Deve essere cotta perché da cruda può essere tossica.

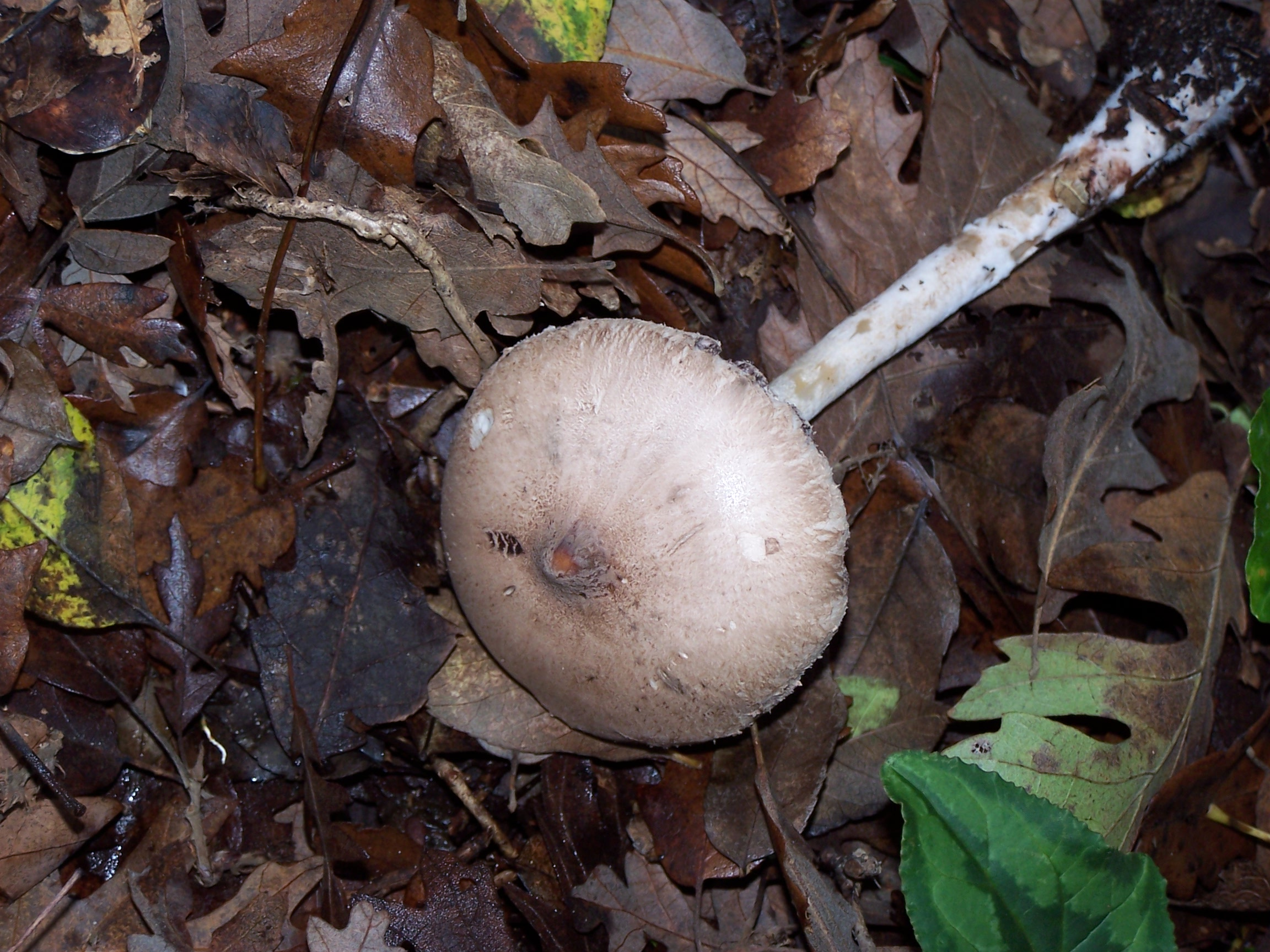
Foto di M. mastoidea con umbone ben visibile

## Etimologia
Dal greco mastos = mammella e ideos = simile, per il grosso umbone centrale del suo cappello che ricorda il capezzolo.

## Sinonimi e binomi obsoleti
- Agaricus mastoideus Fr., Systema mycologicum (Lundae) 1: 20 (1821)
- Lepiota mastoidea (Fr.) P. Kumm., Führer Pilzk.: 135 (1871)
- Lepiota rickenii Velen., Novitates Mycologicae: 47 (1939)
- Lepiotophyllum mastoideum (Fr.) Locq., Bull. mens. Soc. linn. Lyon 11: 40 (1942)
- Leucocoprinus mastoideus (Fr.) Singer, (1939)
- Macrolepiota mastoidea var. rickenii (Velen.) Gminder, (2003) Recent record: see Index of Fungi
- Macrolepiota rickenii (Velen.) Bellù & Lanzoni, Beiträge zur Kenntnis der Pilze Mitteleuropas 3: 196 (1987)